# Stanley Joseph Ott
Stanley Joseph Ott (* 29. Juni 1927 in Gretna, Louisiana; † 28. November 1992 in Baton Rouge, Louisiana) war ein US-amerikanischer römisch-katholischer Geistlicher. Ott war Bischof des Bistums Baton Rouge.

## Leben
Stanley Ott war das jüngste von drei Kindern von Manuel und Lucille Ott. Sein Cousin war der US-amerikanische Baseballspieler Mel Ott. Ausgebildet an einer Konfessionsschule in Gretna, an der er auch als Ministrant diente, absolvierte Ott die Brother Martin High School in New Orleans. Nach seinem Abschluss im Jahr 1944 überlegte er kurzzeitig in die United States Army einzutreten, entschied sich jedoch für eine kirchliche Laufbahn. Er absolvierte daraufhin das Saint Joseph Seminary College in Covington, Louisiana, im Anschluss daran das Notre Dame Seminary in New Orleans. Als jungen Studenten zog es ihn auch nach Rom, wo er seine Studien am Päpstlichen Nordamerika-Kolleg und der Päpstlichen Universität Gregoriana komplettierte. An der Gregoriana erhielt er 1954 den Doktortitel der Theologie. In Rom selbst empfing er bereits am 8. Dezember 1951 aus den Händen von Erzbischof Martin John O’Connor das Sakrament der Priesterweihe. 1954 kehrte Ott in die USA zurück, wo er drei Jahre lang, bis 1957 als Kurat an der St. Frances Xavier Cabrini Church in New Orleans tätig war. Danach fungierte er von 1957 bis 1961 als Kaplan an der Louisiana State University.
1961 gründete Papst Johannes XXIII. das Bistum Baton Rouge. Ott wurde daraufhin Gerichtsvikar des Bistums sowie Kurat an der St. Joseph Cathedral. 1966 wurde er zum Kanzler der Diözese ernannt sowie 1968 Rektor der Kathedrale.
Am 24. Mai 1976 ernannte Papst Paul VI. Ott zum Weihbischof des Erzbistums New Orleans sowie zum Titularbischof von Nicives. Die Bischofsweihe spendete ihm Erzbischof Philip Hannan am 29. Juni 1976. Mitkonsekratoren waren die Bischöfe William Donald Borders und Joseph Vincent Sullivan. Als Weihbischof übernahm er die Aufgaben eines Generalvikars.
Nach dem Tod von Bischof Sullivan von Baton Rouge, im September 1982, wurde Ott am 13. Januar 1983 von Papst Johannes Paul II. zum neuen Diözesanbischof ernannt. In den neun Jahren, in denen Ott seinem Bistum vorstand, machte er sich sehr für den Einsatz von Laien stark. Auch unterstützte er die Ökumenische Bewegung, in dem er sich mit Vertretern anderer Religionsgemeinschaften traf. Als Gegner der Abtreibung und Mitglied der Lebensrechtsbewegung vertrat er auch konservative Werte. Für Kritik sorgte Ott, als er 1984 eine Messe für den zum Tod verurteilten Doppelmörder Elmo Patrick Sonnier las, der allerdings im Gefängnis kurz vor seiner Hinrichtung zum Glauben gefunden hatte.
Ott war Mitglied des Sierra Clubs, gehörte den Kolumbusrittern an und war zudem Mitglied des Ritterordens vom Heiligen Grab zu Jerusalem.
Stanley Joseph Ott war Großoffizier des Ritterorden vom Heiligen Grab zu Jerusalem und war 1992 als Großprior der Statthalterein USA SOUTHERN in die Gründung der Statthalterei Southeastern in den USA eingebunden.
Im März 1991 wurde bei Ott Leberkrebs diagnostiziert; eine Krankheit die im November 1991 auf seine Wirbelsäule ausstrahlte. Obwohl er Chemotherapien bekam, verlor er zuletzt die Fähigkeit zu gehen. Er starb Ende November 1992 im Alter von 65 Jahren.